# 七種山
七種山（なぐさやま）は、兵庫県神崎郡福崎町にある標高683mの山である。兵庫50山の一つ。兵庫県指定名勝。付近の七種槍、七種薬師とあわせて七種三山と呼ばれる。山麓には七種の滝や、 新西国観音霊場第30番札所七草山金剛城寺などがある。ふるさと兵庫50山のひとつ。

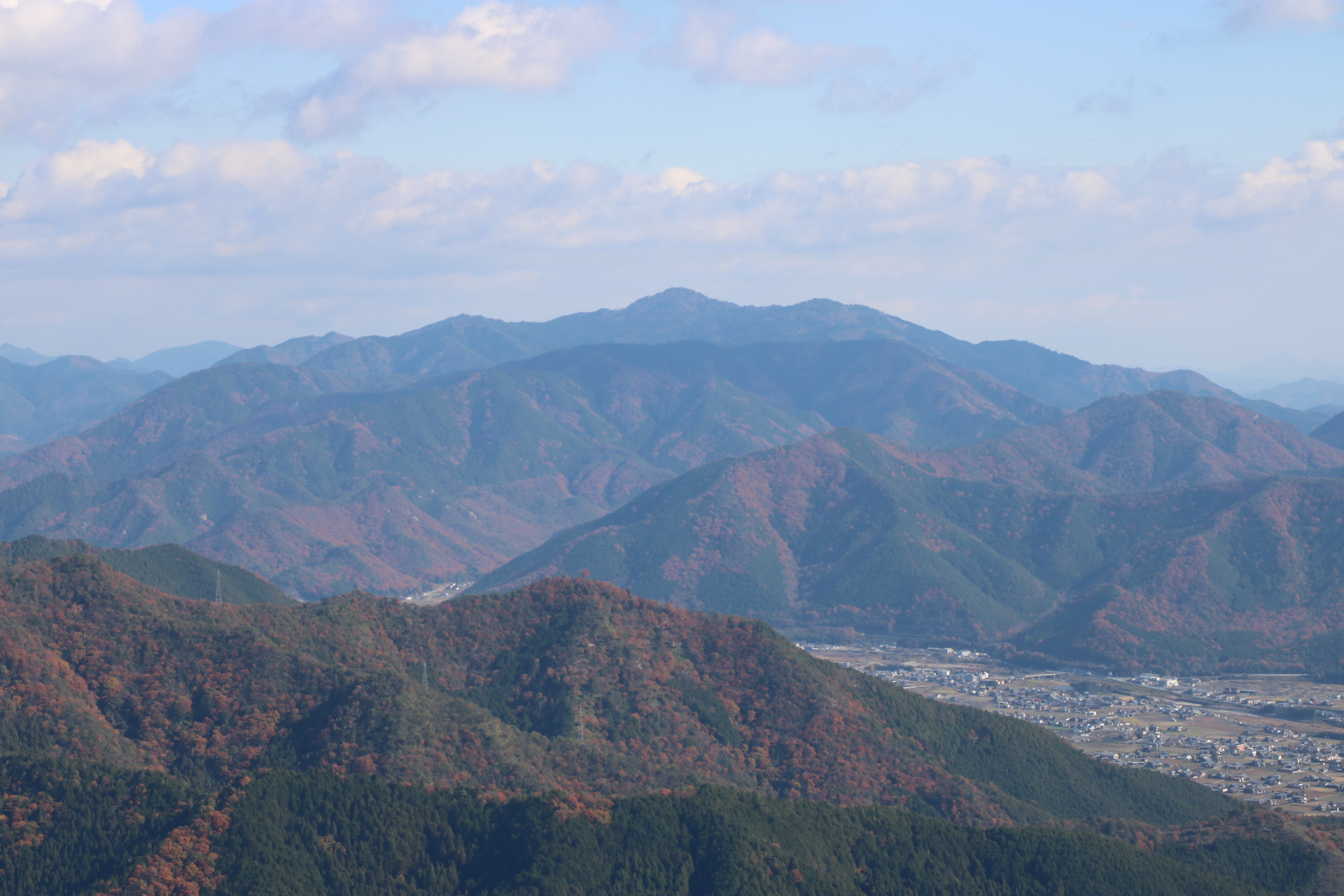
七種山から東北東を望む。中央奥に笠形山が見える。